# Kobielatka korowa

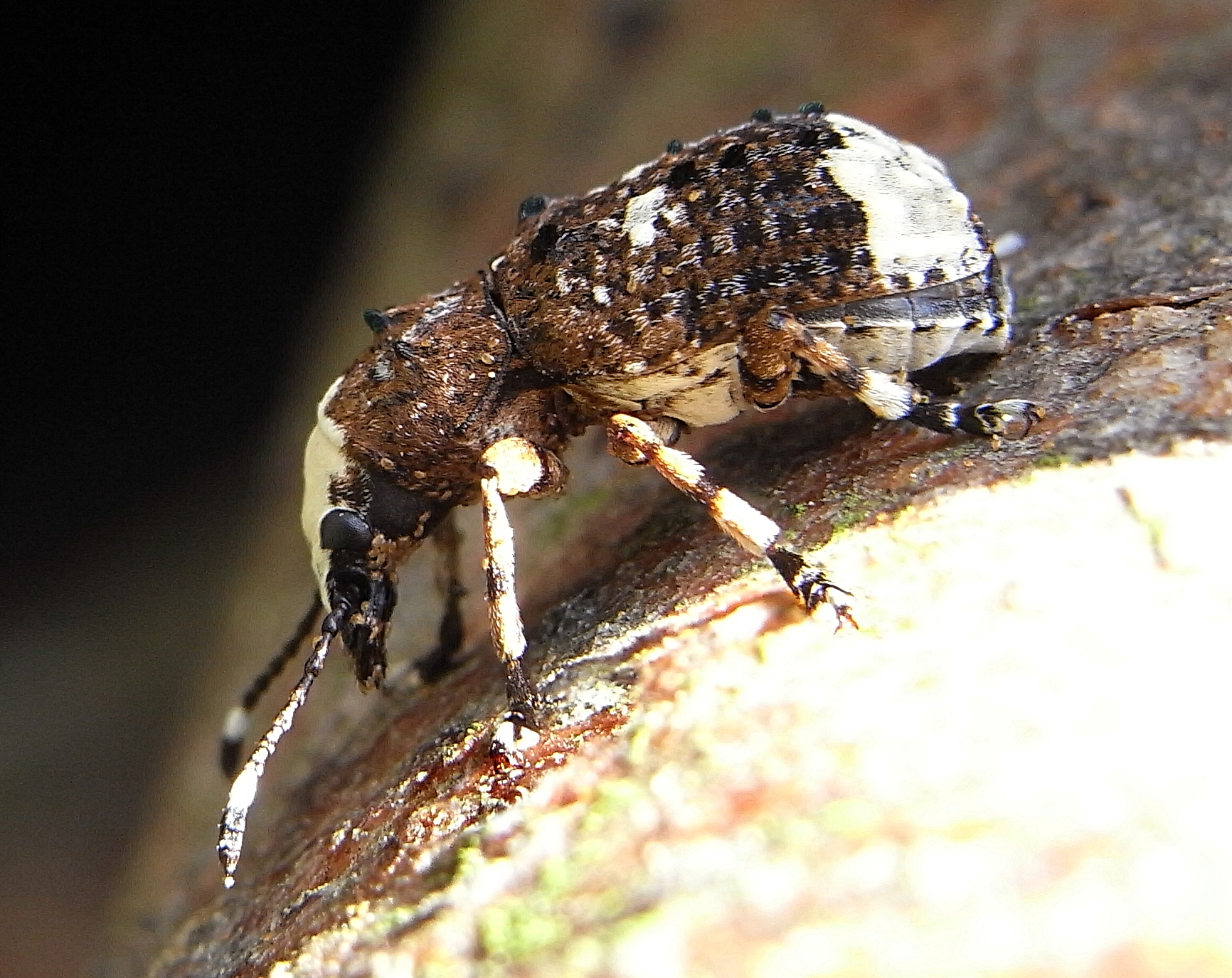
Widok z boku

Kobielatka korowa (Platystomos albinus) – gatunek chrząszcza z rodziny kobielatkowatych i podrodziny Anthribinae. 
Imagines osiągają długość od 5 do 12 mm. Podstawowe ubarwienie krępego ciała czarne. Na płaskim wierzchu głowy obecne gęste, białe owłosienie i rozwidlone żeberko. Przedplecze ciemno owłosione i opatrzone trzema poprzecznie rozmieszczonymi guzkami. Na brunatno owłosionych pokrywach duża biała plama pośrodku. Samiec ma czułki tak długie jak ciało, samica zaś krótkie.
Larwy żyją w butwiejących i obumierających gałęziach różnych drzew liściastych. Najczęściej są to brzoza, buk, dąb, olsza i wierzba.
Chrząszcz ten występuje w całej Europie, na Syberii, Bliskim Wschodzie i w Azji Mniejszej. W Polsce na terenie całego kraju.